# Донецький тролейбус

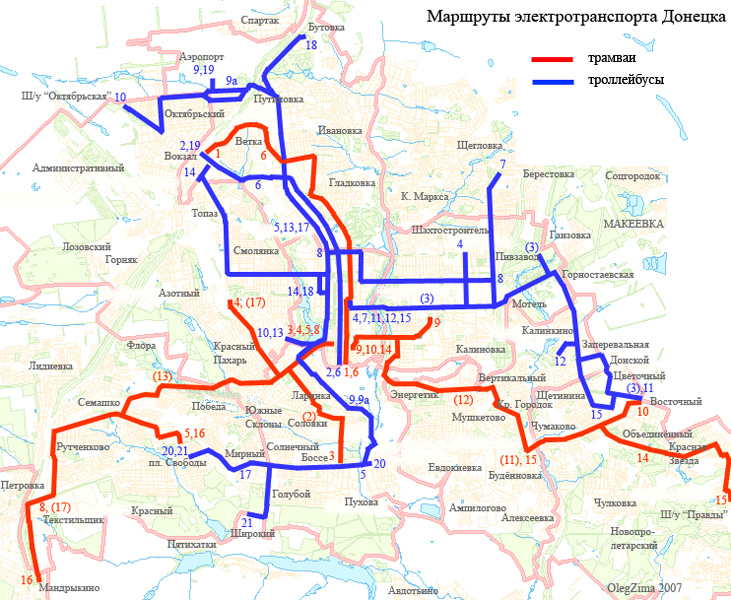
Трамвайні і тролейбусні маршрути

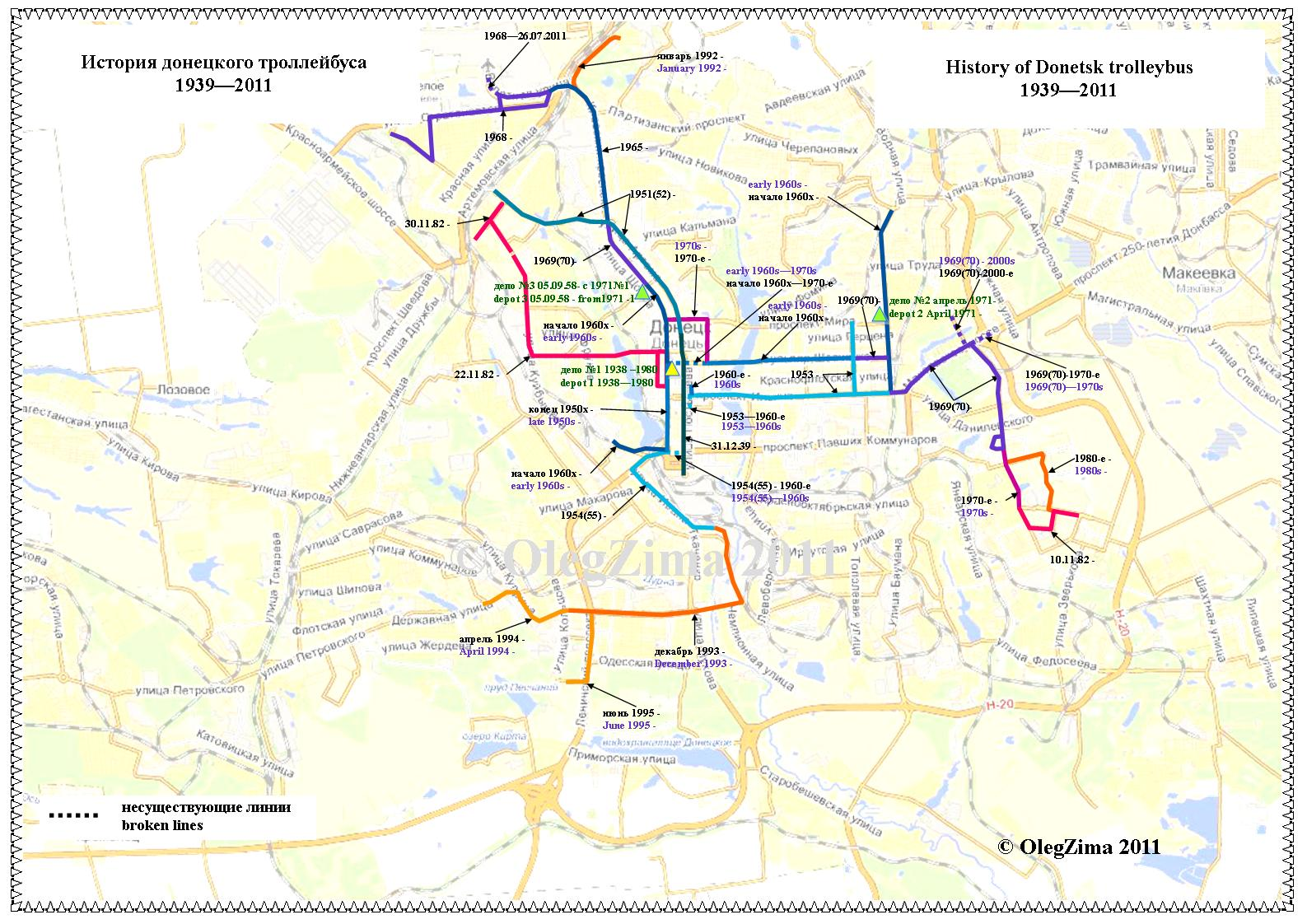
Історія маршрутів донецького тролейбуса

Донецький тролейбус — тролейбусна система у Донецьку. Зараз[коли?] у місті налічується 10 маршрутів та діє 2 тролейбусних депо.

## Історія
Кошти на будівництво тролейбусних ліній уряд виділив у 1938 році. Наприкінці 1939 року — в середині жовтня — в місті стала до ладу перша тролейбусна лінія. Вона проходила центральною магістраллю — вулицею Артема — від металургійного заводу до студмістечка та становила 3,5 км, діяла з 7 години ранку до півночі. У машинах було по 34 посадочних місця і рухатися вони могли зі швидкістю 55-60 км/год.
Перші квитки (вартість становила 30 копійок) були продані першим пасажирам першого тролейбусного маршруту 3 січня 1940 року.
Маршрут мав п'ять проміжних зупинок: проспект Павших Комунарів, Інститутський проспект (нині вул. 25 річчя РСЧА), комсомольський проспект, у кінотеатру ім. Шевченка і трамвайно-тролейбусного парку (біля школи № 2 ім. Кірова) У перші дні курсувало лише дві машини.
Після Москви, Ростова-на-Дону, Ленінграда, Києва, Чернівців, Харкова тролейбусна лінія в місті Сталіно стала сьомою в СРСР.
У 1951–1952 роках тролейбусна лінія продовжена до залізничного вокзалу — пущений другий тролейбусний маршрут («ДМЗ - Вокзал») вулицею Артема.
У 1953 році після будівництва моста через Кальміуське водоймище проспектом Ілліча змогли піти тролейбуси в східному напрямку, до Макіївки (маршрути № 3 та № 4).
У 1953—1954 роках тролейбуси пішли в Ленінський район Донецька (маршрут № 5).
Наприкінці 1950-х років був пущений тролейбус вулицею Університетською від проспекту Полеглих Комунарів до бульвару Шевченка (маршрут № 5), з'явився маршрут № 6 «ДМЗ — Шахтарська площа».
На початку 1960-х років прокладені тролейбусні лінії:
- 8,1 км по бульвару Шевченка від Університетської вулиці до селища Шахтобудівників (маршрут № 8),
- 2,8 км по Університетській вулиці від бульвару Шевченка до проспекту Панфілова (маршрут № 5),
- 9,0 км по Червоногвардійському проспекті від Макіївського шосе (зараз — проспект Ілліча) до кінотеатру «Космос» (Червоногвардійський район Макіївки) (маршрут № 7),
- 1,4 км від міста до шахти «Ново-Центральна»

У 1965 році прокладені 4,5 км ліній по Київському проспекті від Шахтарської площі до аеропорту (маршрут № 9).
У 1968 році продовжена тролейбусна гілка за 10 км від аеропорту до шахти «Жовтневої» (маршрут № 10).
У 1969—1970 роках закінчена «тролейбусація» Університетської вулиці (маршрути № 5, 9 та 10), продовжені тролейбусні лінії по Макіївському шосе до Макіївки (маршрут № 11) і до шахти «Заперевальна» (маршрут № 12).
| Тролейбусні маршрути (1970) | Тролейбусні маршрути (1970) | Тролейбусні маршрути (1970) |
| №                           | Початковий пункт            | Кінцевий пункт              |
| --------------------------- | --------------------------- | --------------------------- |
| 1                           | ДМЗ                         | ДонВуГІ                     |
| 2                           | ДМЗ                         | Станція Донецьк-1           |
| 3                           | Вул. Горького               | Макаронна фабрика           |
| 4                           | Вул. Горького               | Вул. Шахтобудівників        |
| 5                           | Просп. Панфілова            | Шахта імені Горького        |
| 7                           | Вул. Горького               | Кінотеатр «Космос»          |
| 8                           | Вул. Університетська        | Автомагазин                 |
| 9                           | Шлаколікарня                | Аеропорт                    |
| 10                          | Шахта імені Горького        | Шахтоуправління «Жовтневе»  |
| 12                          | Вул. Горького               | Заперевальний               |

| Тролейбусні маршрути (1976) | Тролейбусні маршрути (1976) | Тролейбусні маршрути (1976) |
| №                           | Початковий пункт            | Кінцевий пункт              |
| --------------------------- | --------------------------- | --------------------------- |
| 2                           | ДМЗ                         | Залізничний вокзал          |
| 4                           | Вул. Горького               | Просп. Миру                 |
| 5                           | Просп. Панфілова            | Шахта імені Горького        |
| 6                           | ДМЗ                         | Північний автовокзал        |
| 7                           | Вул. Горького               | Кінотеатр «Космос»          |
| 8                           | Вул. Університетська        | Автомагазин                 |
| 9                           | Шлаколікарня                | Аеропорт                    |
| 10                          | Шахта імені Горького        | Шахтоуправління «Жовтневе»  |
| 11                          | Вул. Горького               | Вул. Роздольна              |
| 12                          | Вул. Горького               | Вул. Вишнєградського        |
| 13                          | Шлаколікарня                | Залізничний вокзал          |

| Тролейбусні маршрути (1992) | Тролейбусні маршрути (1992)        | Тролейбусні маршрути (1992) |
| №                           | Початковий пункт                   | Кінцевий пункт              |
| --------------------------- | ---------------------------------- | --------------------------- |
| 2                           | ДМЗ                                | Залізничний вокзал          |
| 3                           | Вул. Марії Ульянової               | Мікрорайон «Східний»        |
| 4                           | Вул. Горького                      | Просп. Миру                 |
| 5                           | Просп. Панфілова                   | Вул. Куприна                |
| 6                           | ДМЗ                                | Міська лікарня № 20         |
| 7                           | Вул. Горького                      | Кінотеатр «Космос»          |
| 8                           | Вул. Університетська               | Автомагазин                 |
| 9                           | Шлаколікарня                       | Аеропорт                    |
| 10                          | Шахта імені Горького               | Шахтоуправління «Жовтневе»  |
| 11                          | Вул. Горького                      | Мікрорайон «Східний»        |
| 12                          | Вул. Горького                      | Вул. Вишнєградського        |
| 13                          | Шахта імені Горького               | Просп. Панфілова            |
| 14                          | Вул. Університетська               | Гірничий інститут           |
| 15                          | Вул. Горького                      | Вул. Щетиніна               |
| 17                          | Вище військово-педагогічне училище | Вул. Туполєва               |
| 18                          | Університет                        | Шахта «Бутовка-Донецька»    |

| Тролейбусні маршрути (1997) | Тролейбусні маршрути (1997) | Тролейбусні маршрути (1997) |
| №                           | Початковий пункт            | Кінцевий пункт              |
| --------------------------- | --------------------------- | --------------------------- |
| 2                           | ДМЗ                         | Залізничний вокзал          |
| 3                           | Вул. Марії Ульянової        | Мікрорайон «Східний»        |
| 4                           | Вул. Горького               | Просп. Миру                 |
| 5                           | Просп. Панфілова            | Вул. Купріна                |
| 6                           | ДМЗ                         | Міська лікарня № 20         |
| 7                           | Вул. Горького               | Кінотеатр «Космос»          |
| 8                           | Вул. Університетська        | Автомагазин                 |
| 9                           | Шлаколікарня                | Аеропорт                    |
| 10                          | Шахта імені Горького        | Шахтоуправління «Жовтневе»  |
| 11                          | Вул. Горького               | Мікрорайон «Східний»        |
| 12                          | Вул. Горького               | Мікрорайон «Заперевальний»  |
| 13                          | Шахта імені Горького        | Просп. Панфілова            |
| 14                          | Вул. Університетська        | Гірничий інститут           |
| 15                          | Вул. Горького               | Вул. Щетиніна               |
| 17                          | Просп. Панфілова            | Вул. Туполєва               |
| 18                          | Вул. Університетська        | Шахта «Бутовка-Донецька»    |
| 19                          | Залізничний вокзал          | Аеропорт                    |
| 20                          | Площа Свободи               | Вул. Купріна                |
| 21                          | Площа Свободи               | Мікрорайон «Широкий»        |

У 1987 році на вулицях Донецька з'явилися тролейбусні поїзди з двох машин ЗіУ-682. Всього до 2007 року експлуатувалося 10 таких поїздів з'єднаних за системою Володимира Веклича.
| Рік  | Кількість тролейбусів | Довжина ліній, км |
| ---- | --------------------- | ----------------- |
| 1940 |                       | 3,5               |
| 1951 | 23                    | 13,5              |
| 1958 | 70                    | 42,0              |
| 1967 | 190                   | 67,8              |

З 5 вересня 2023 року «адміністрацією» тимчасово окупованого Донецька відсторонена експлуатація тролейбусів ЗіУ-682.

## Галерея

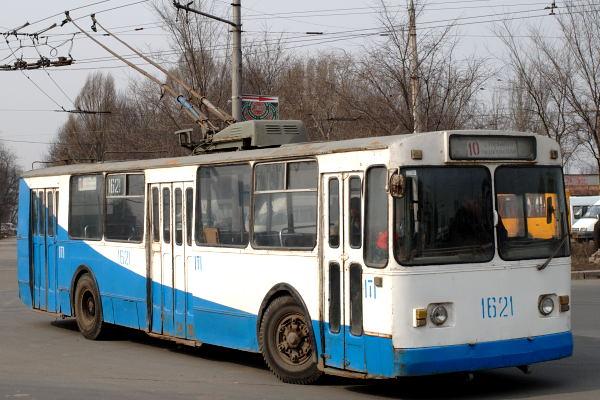
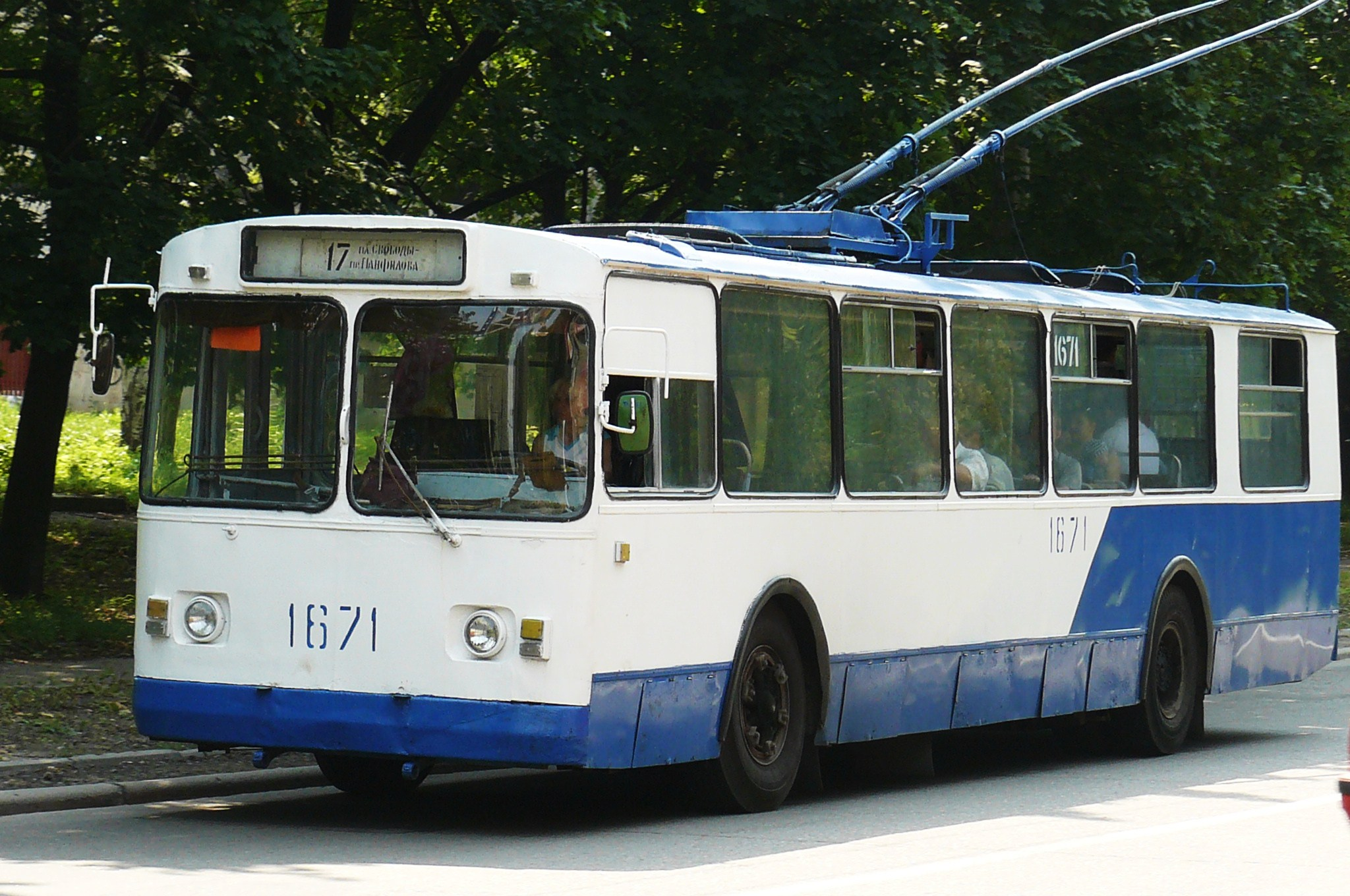
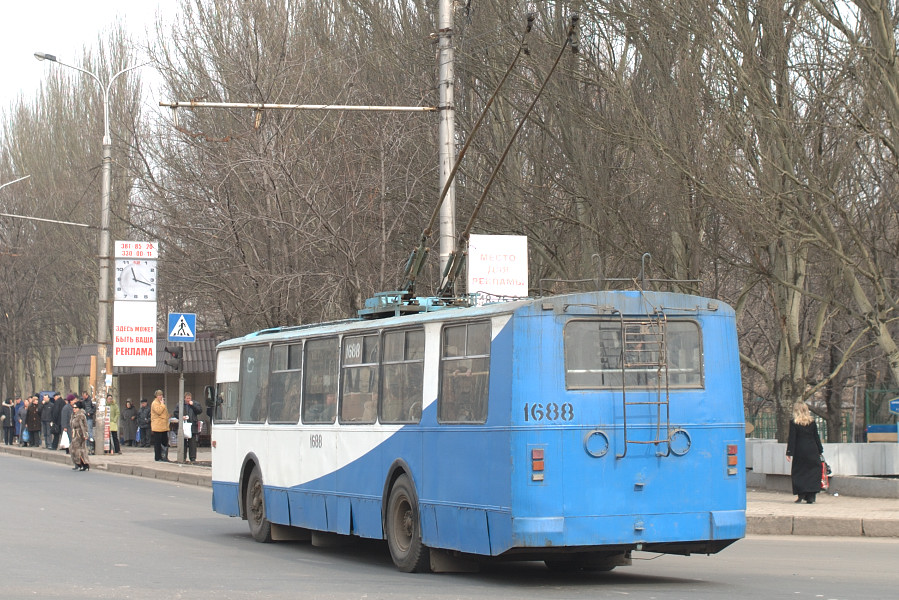
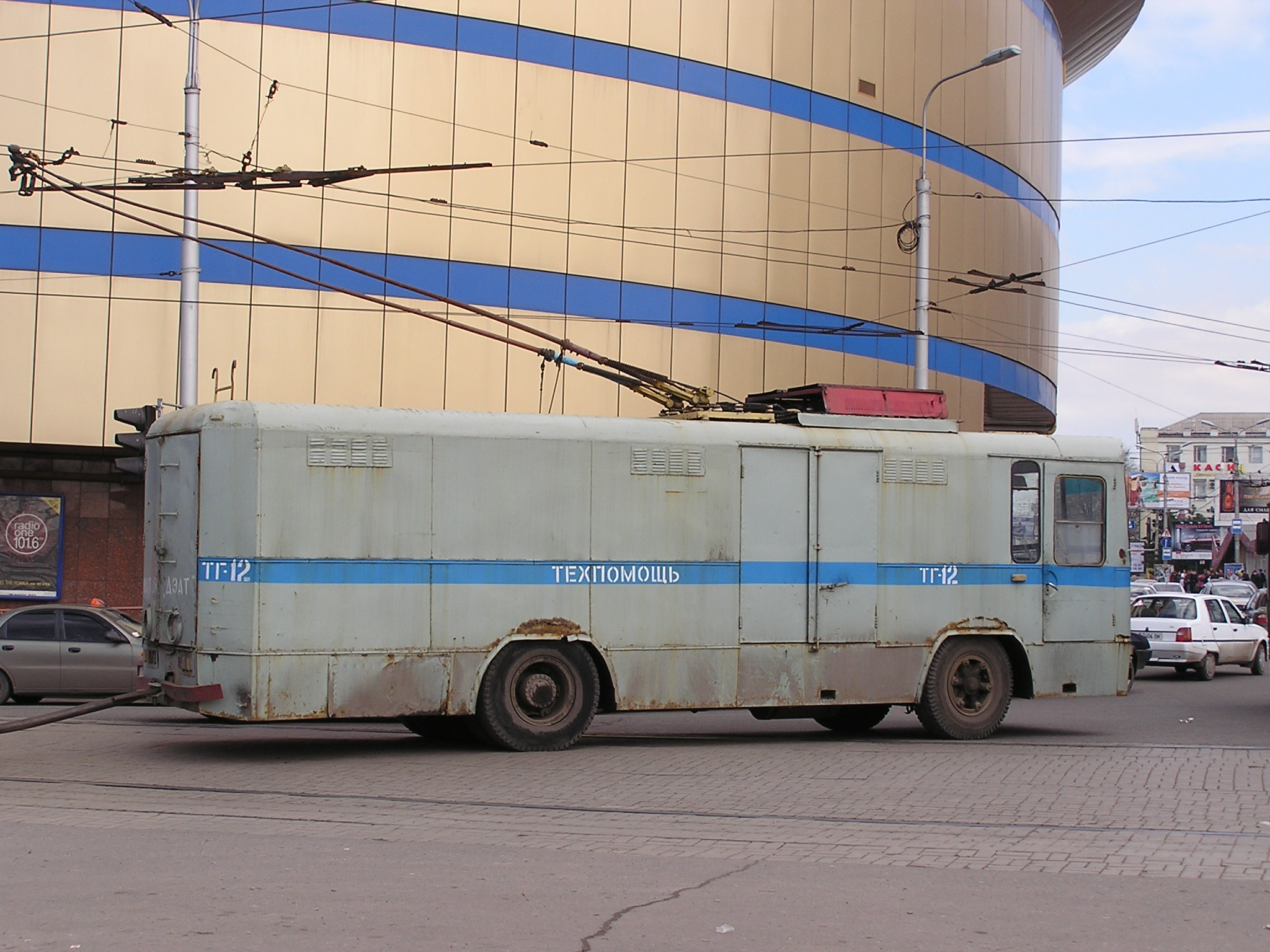
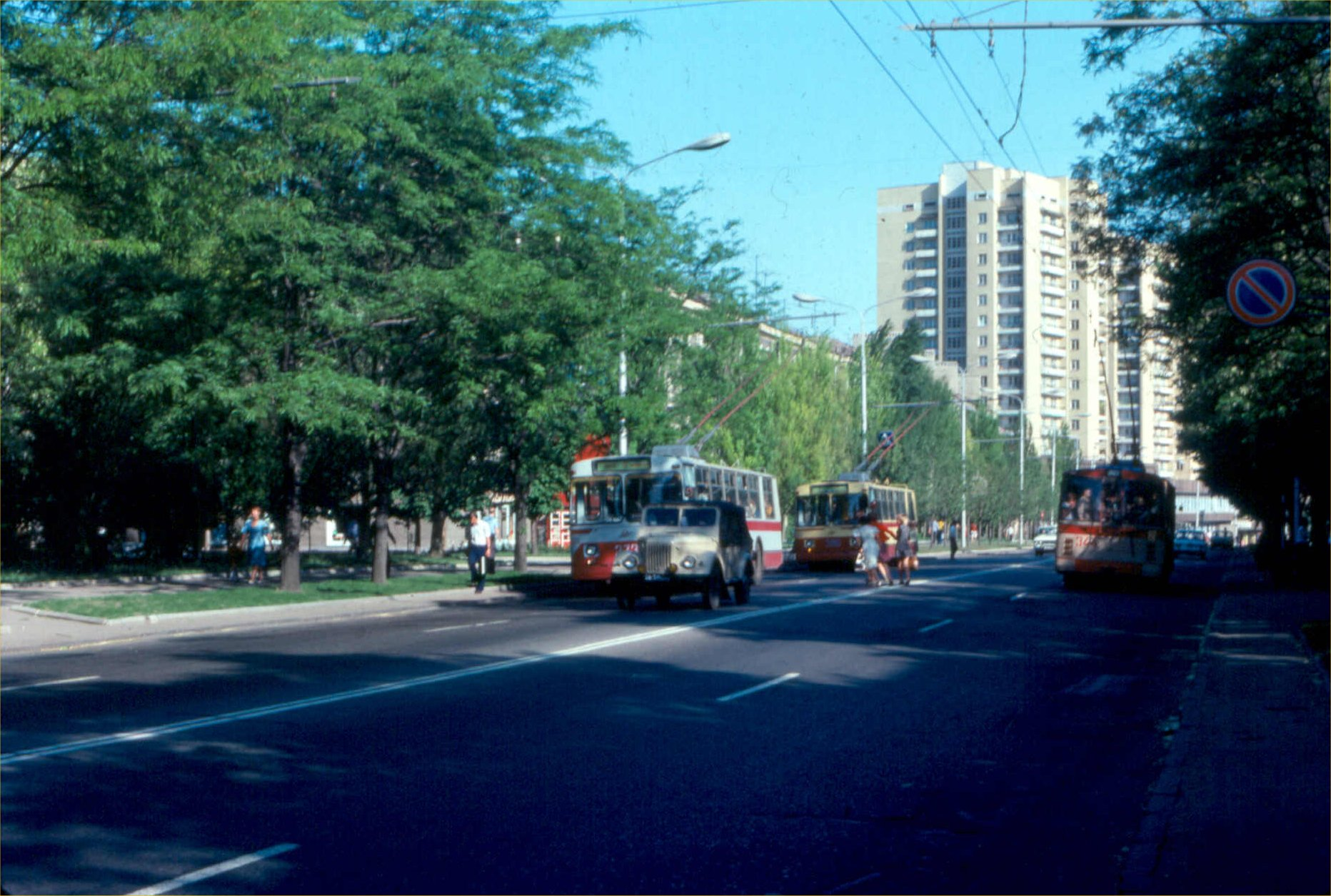
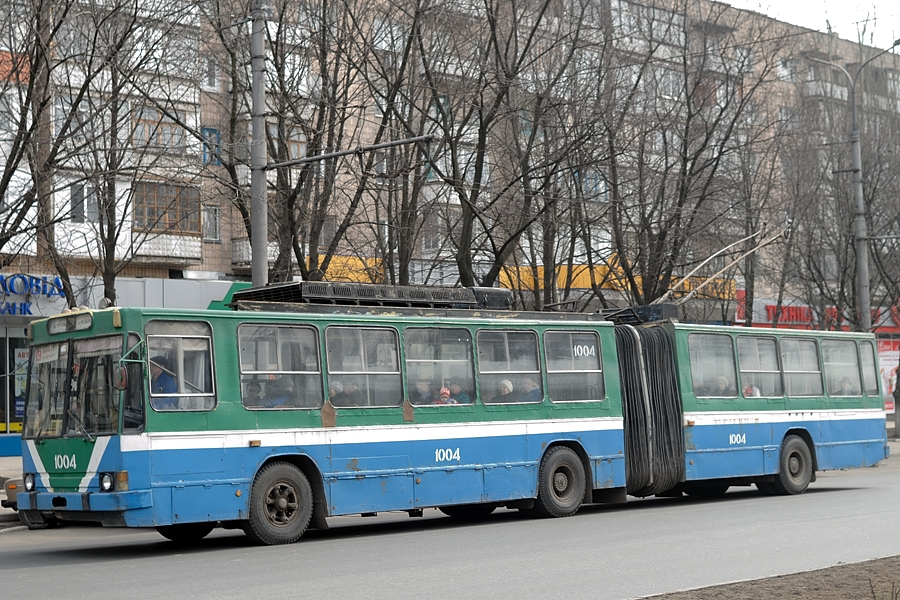
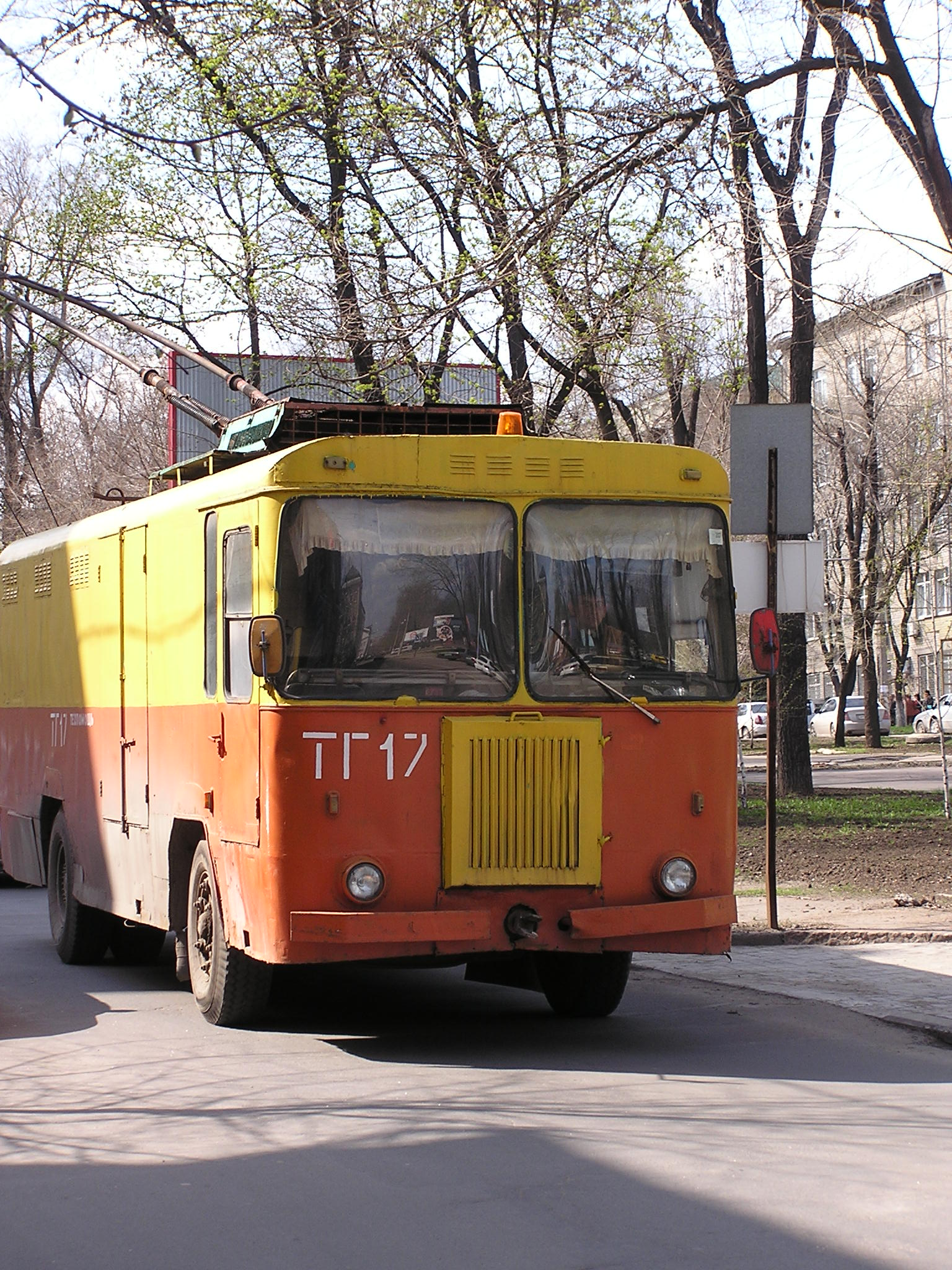
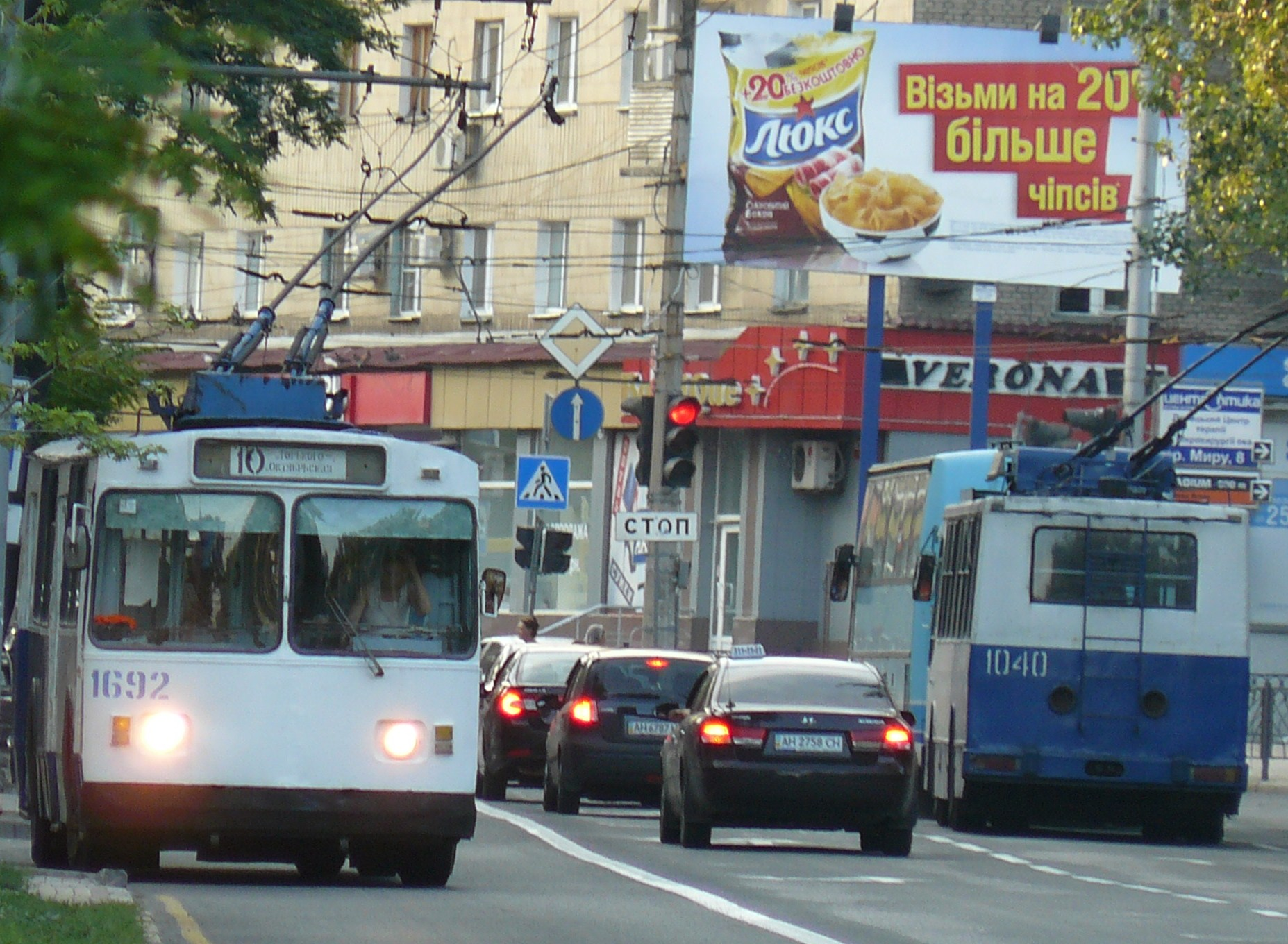
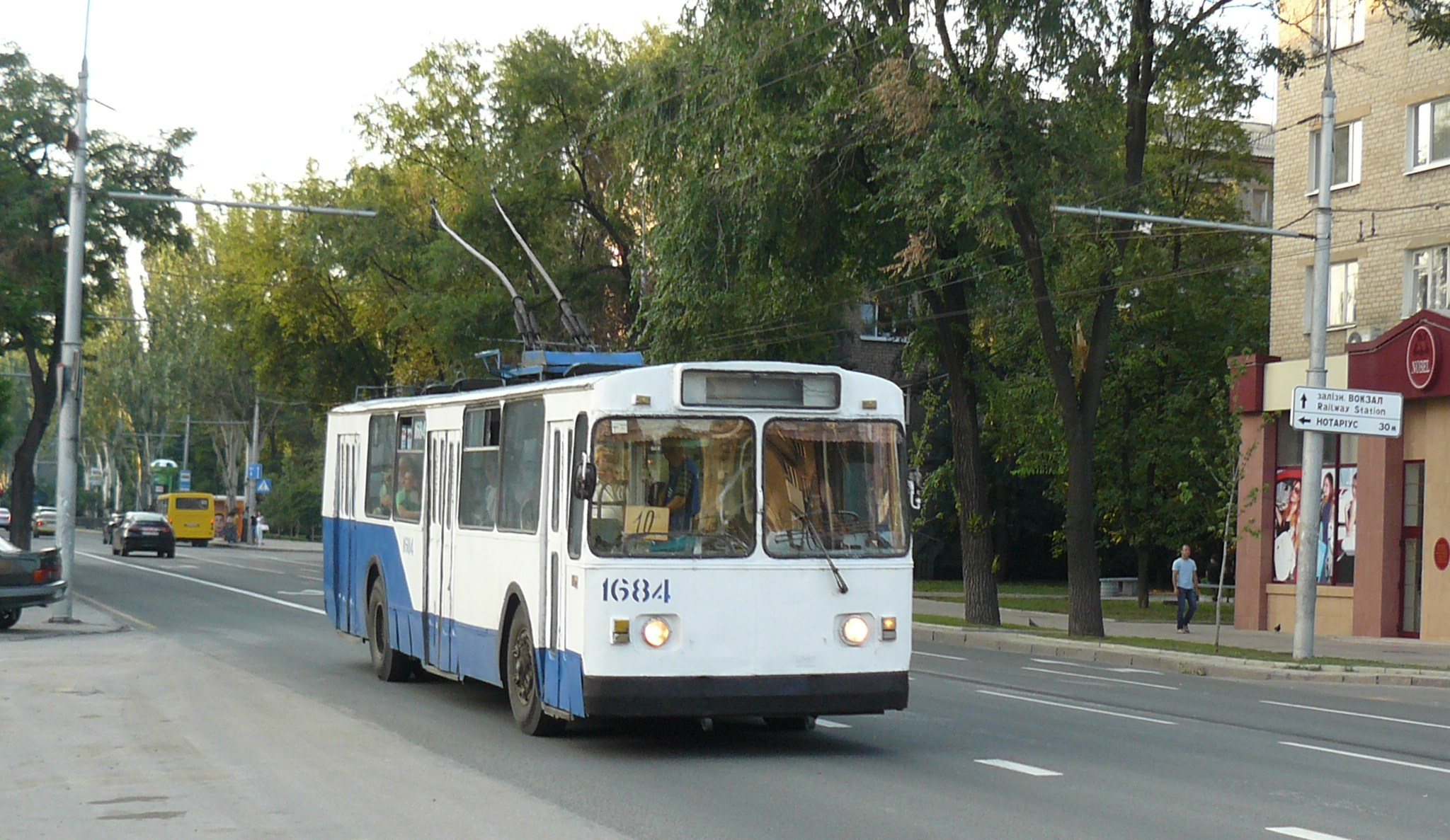
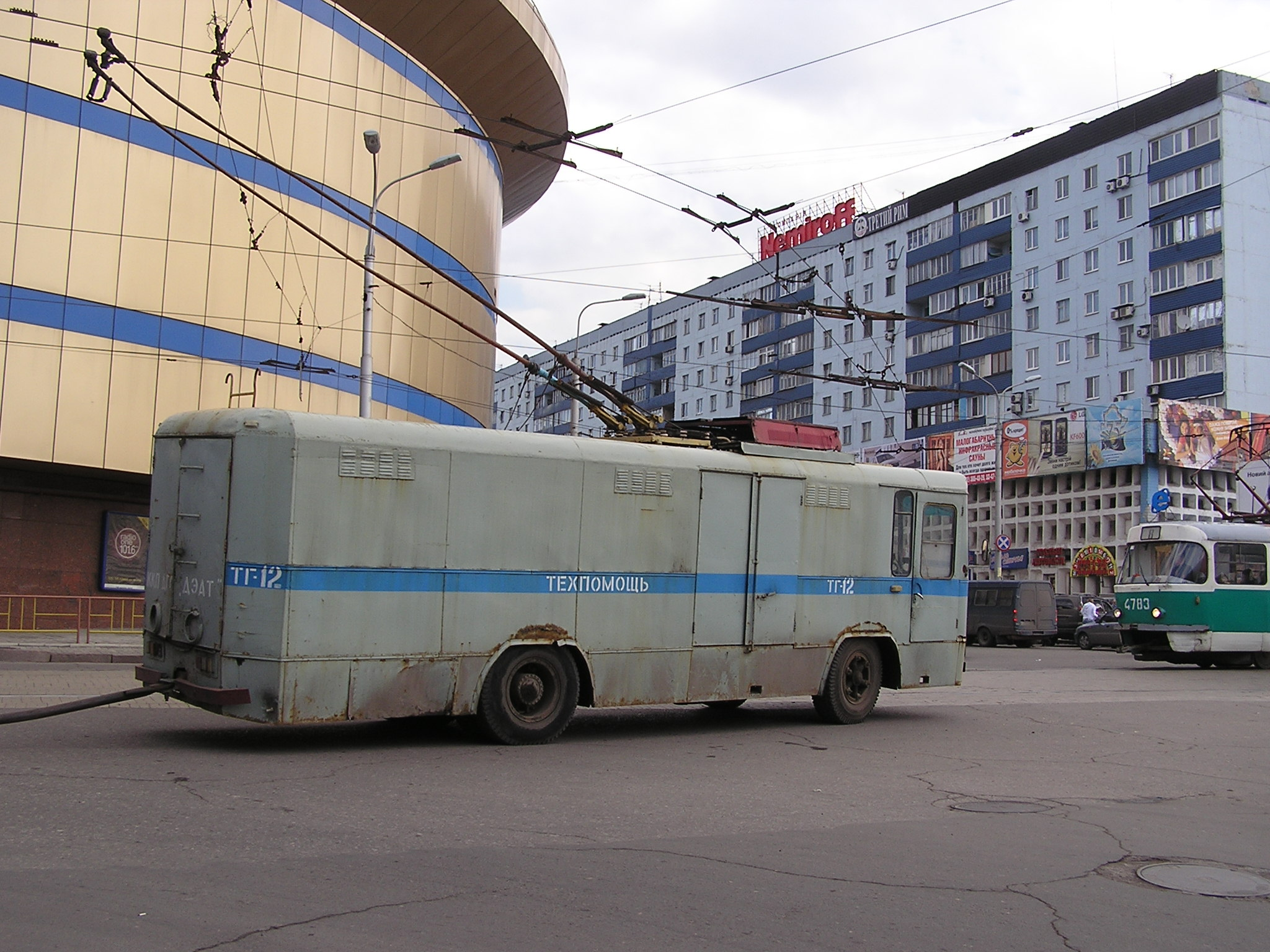
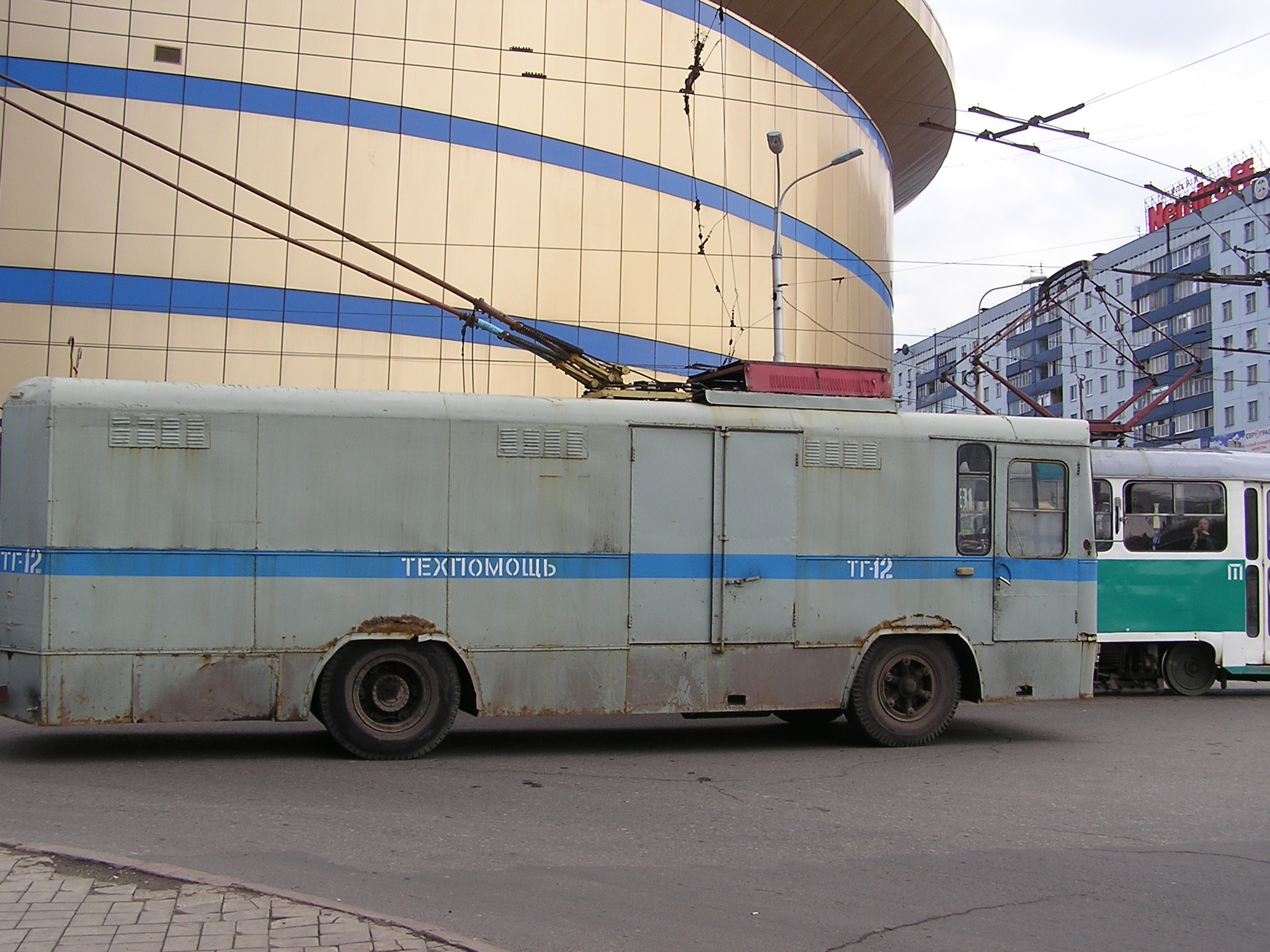
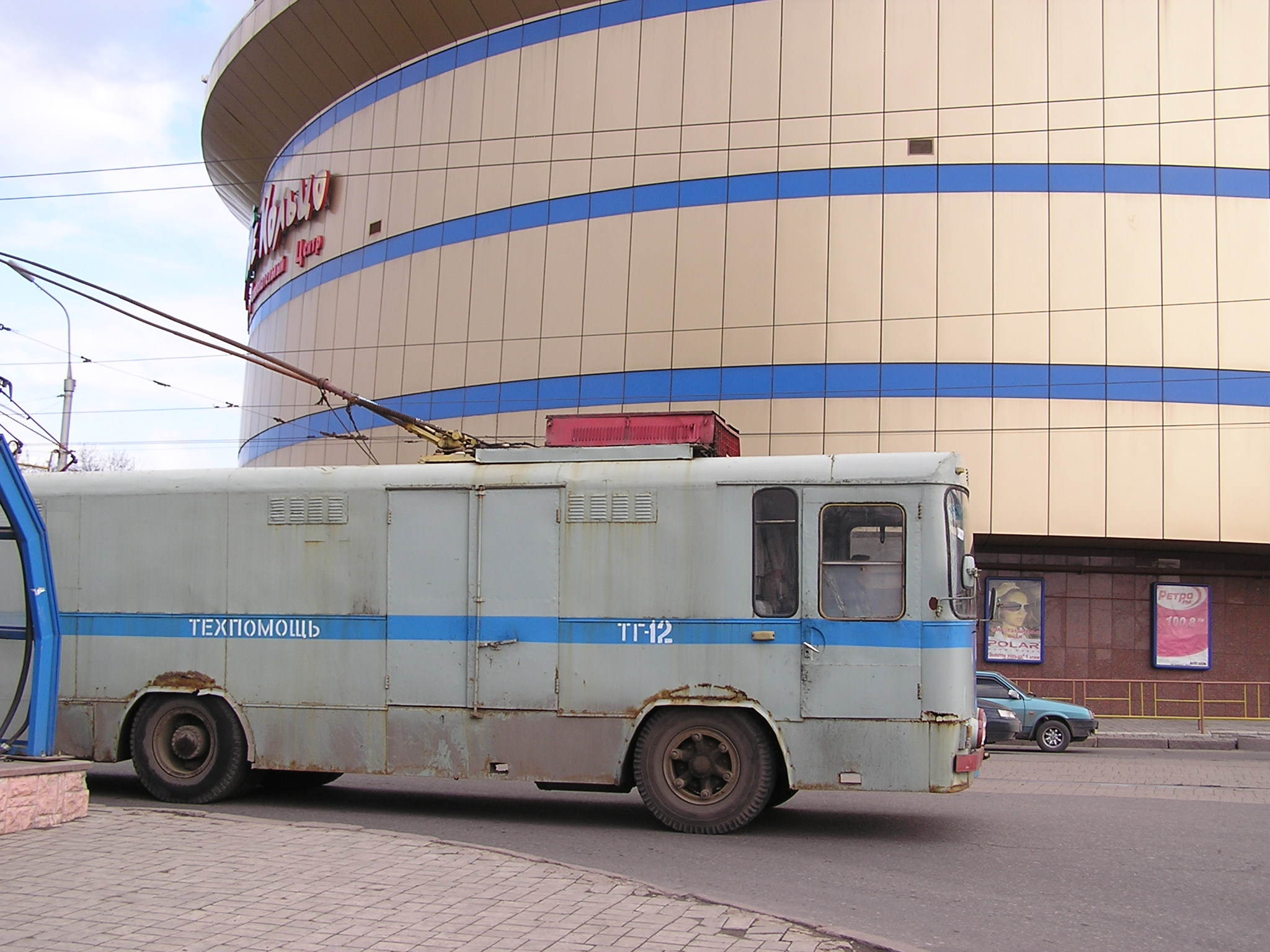
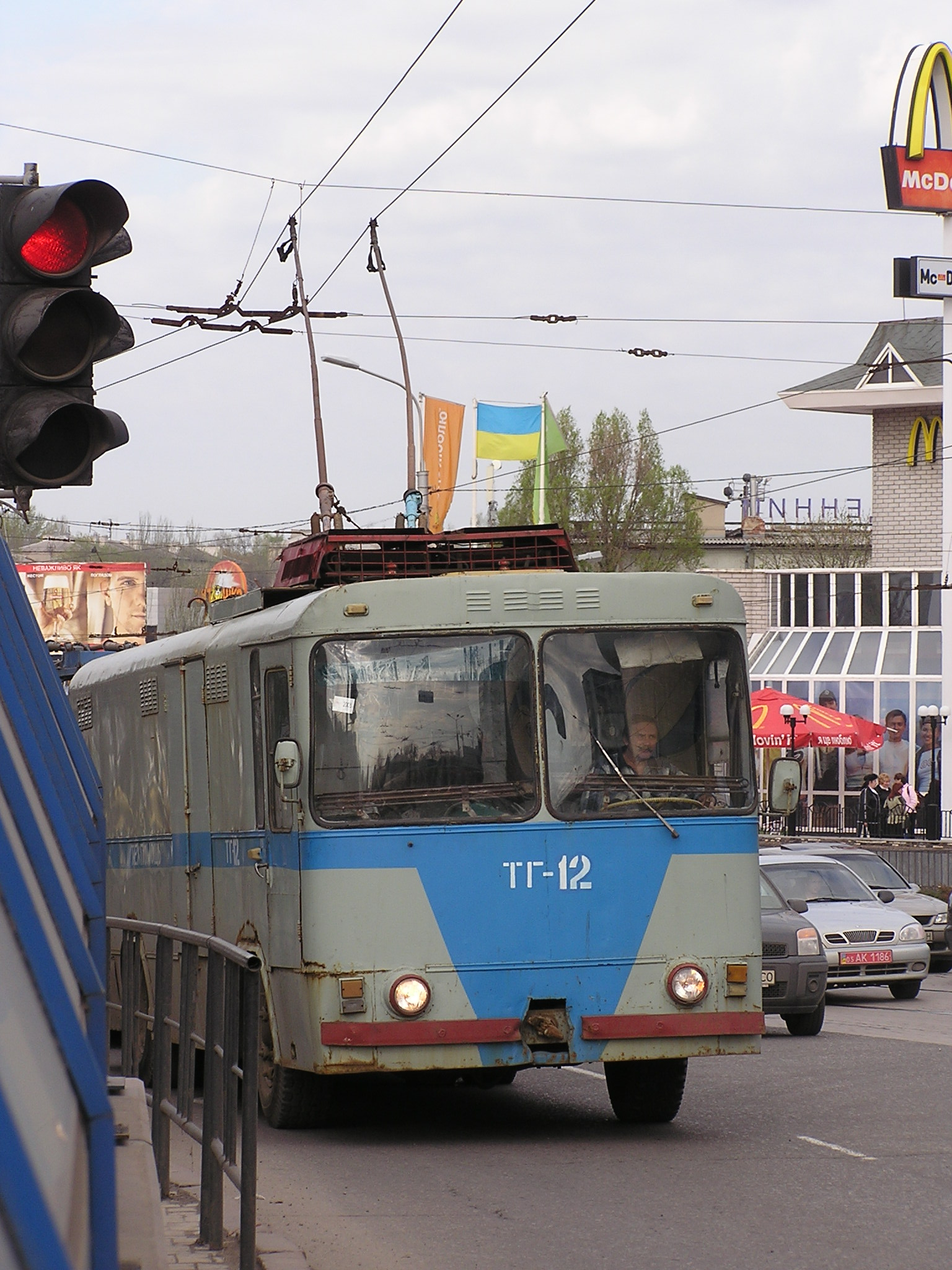
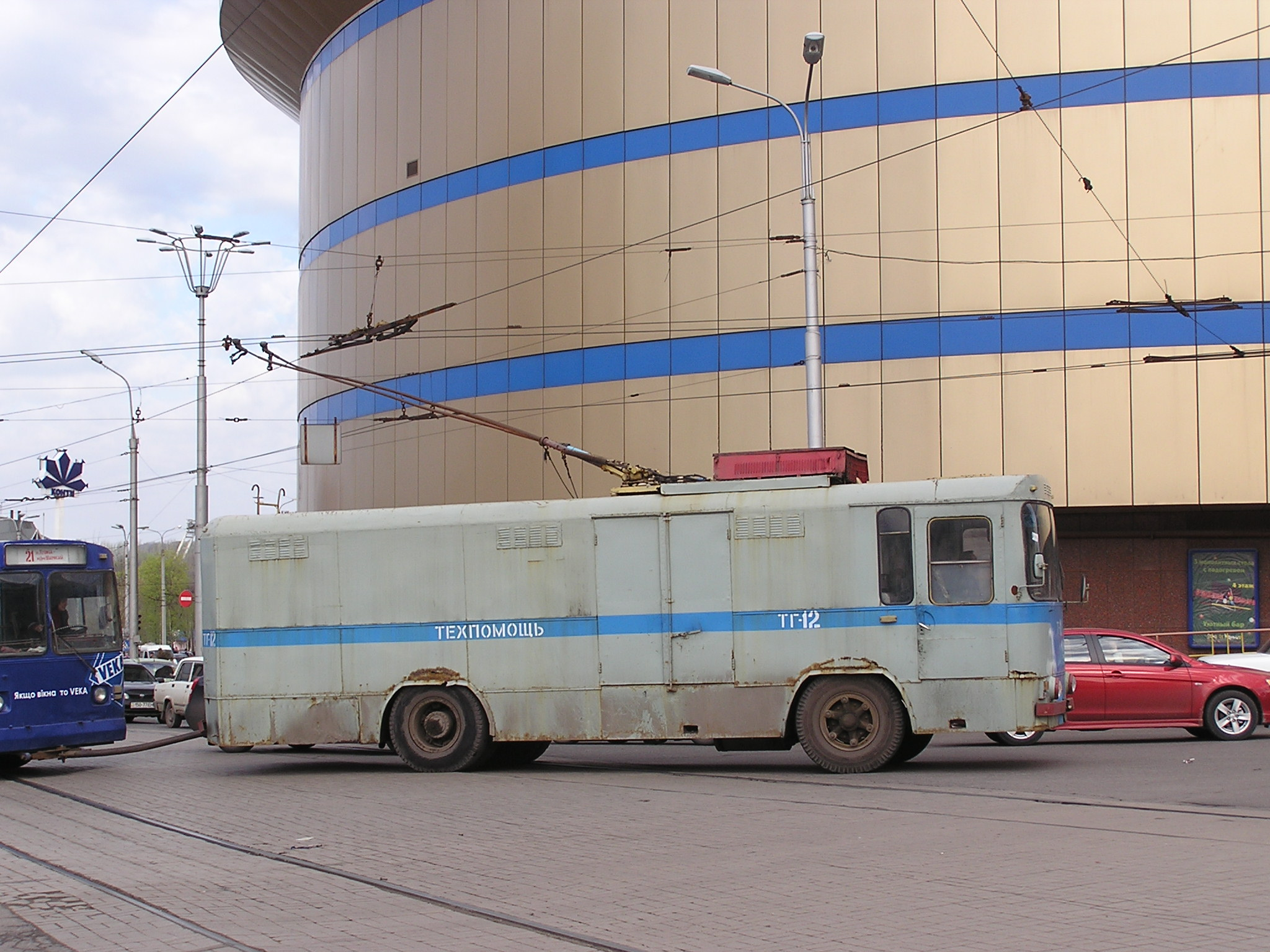
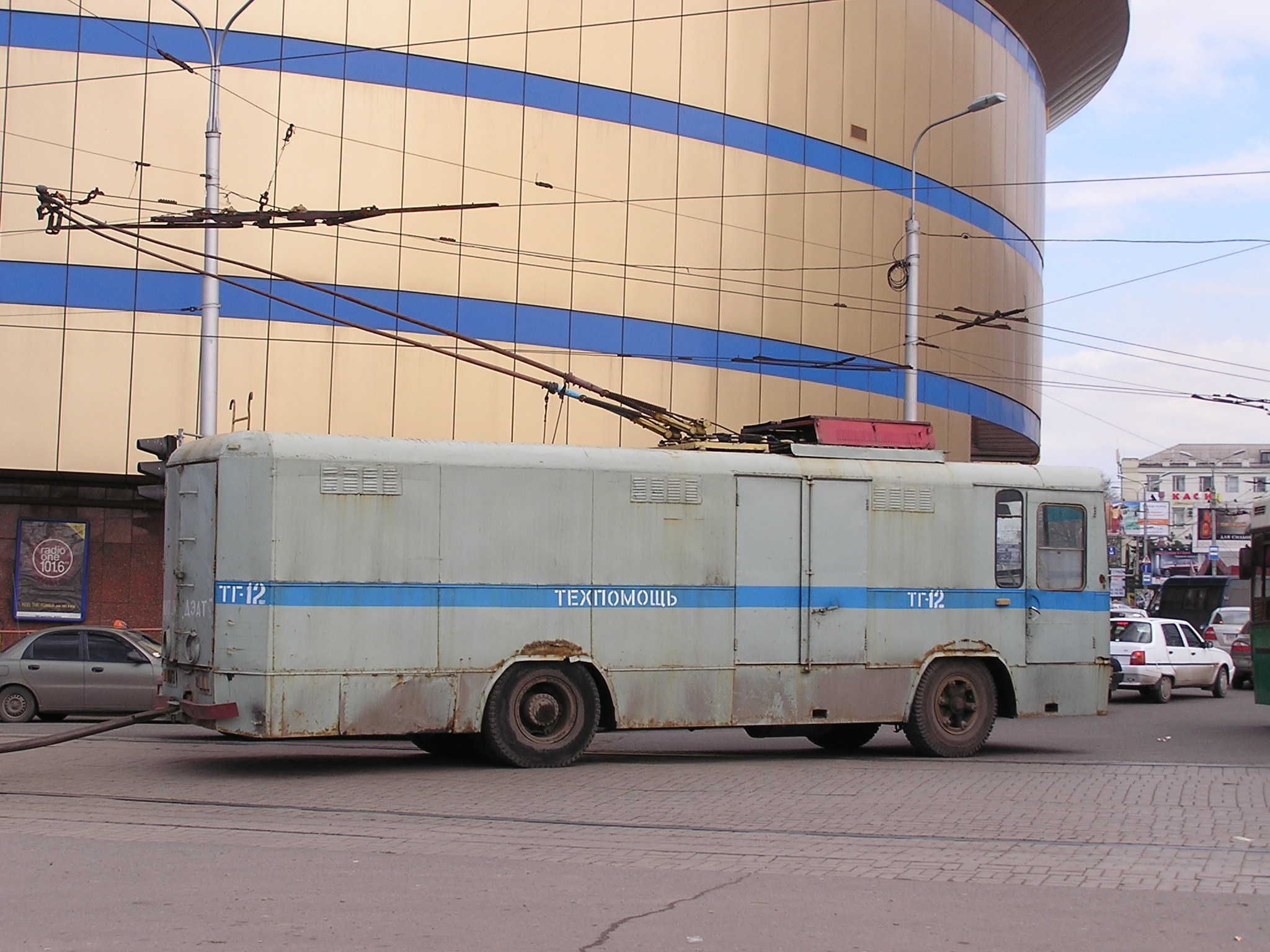
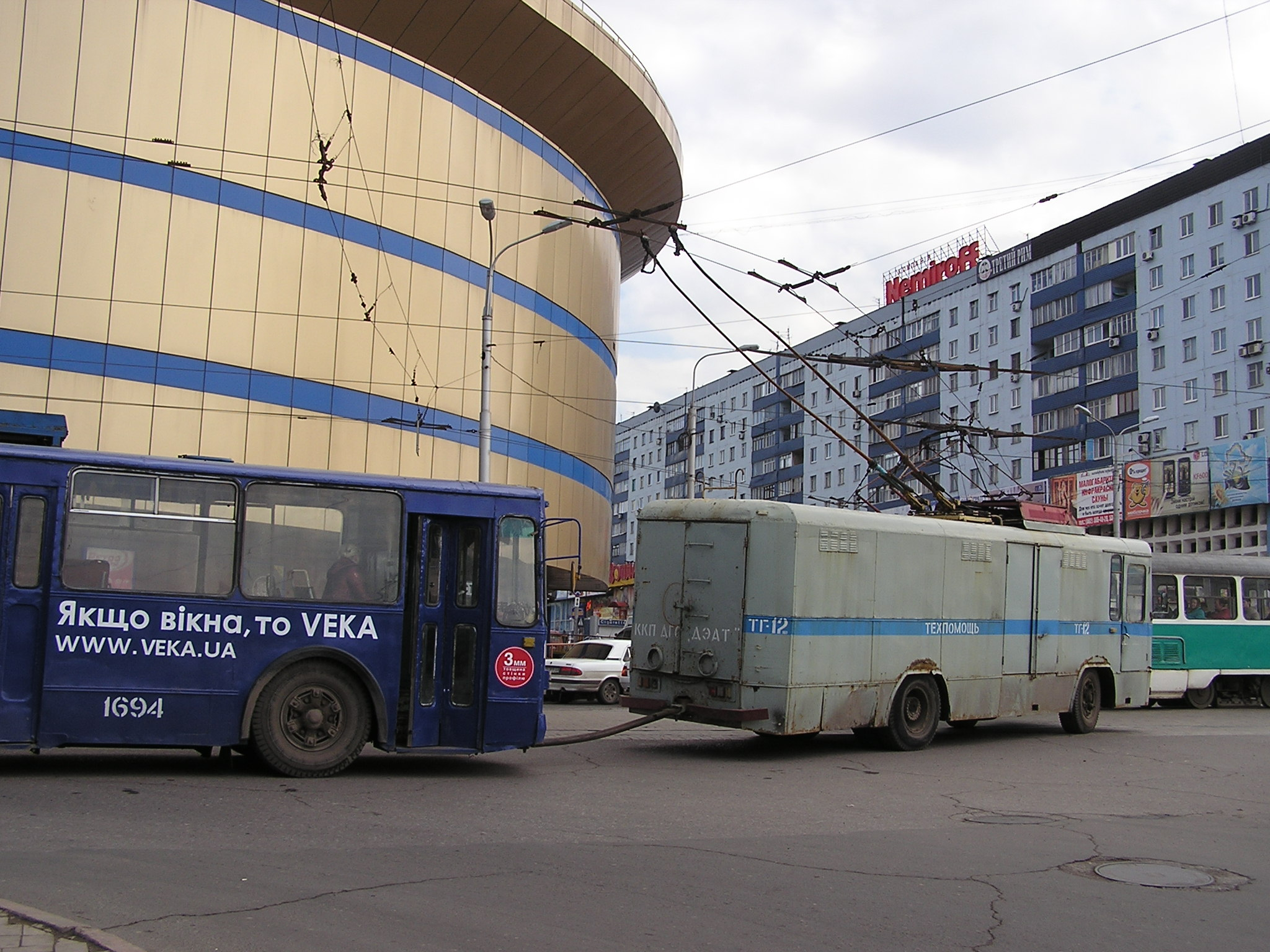

## Маршрути
Станом на червень 2018 року діє 11 маршрутів: №№ 2, 4, 5, 7, 8, 10, 11, 12, 14, 17, 21.
| Перелік тролейбусних маршрутів в місті Донецьк | Перелік тролейбусних маршрутів в місті Донецьк | Перелік тролейбусних маршрутів в місті Донецьк | Перелік тролейбусних маршрутів в місті Донецьк |
| №                                              | Карта                                          | Маршрут руху | Протяжність маршруту, км                       |
| ---------------------------------------------- | ---------------------------------------------- | --- | ---------------------------------------------- |
| 1                                              |                                                | ДМЗ — вул. Артема — ЦУМ — вул. Артема — площа Леніна — Український драматичний театр — кінотеатр імені Т. Г. Шевченка — Театр опери та балету — вул. Артема — Студмістечко — Міська рада — Торговельний комплекс «Білий лебідь» — стадіон «Олімпійський» — вул. Артема — ДонВуГІ |                                                |
| 2                                              |                                                | ДМЗ — вул. Артема — ЦУМ — вул. Артема — площа Леніна — Український драматичний театр — кінотеатр імені Т. Г. Шевченка — Театр опери та балету — вул. Артема — Студмістечко — Міськрада — Торговельний комплекс «Білий лебідь» — стадіон «Олімпійський» — вул. Артема — ДонВуГІ — Шахтарська площа — вул. Артема — торговельний комплекс «Маяк» — Міська лікарня № 20 — вул. Артема — Залізничний вокзал | 18,8                                           |
| 3                                              |                                                | Вул. Марії Ульянової — просп. Ілліча — палац спорту «Дружба» — просп. Ілліча — Кінотеатр «Донецьк» — Мотель — Макіївське шосе — Пивзавод — вул. Горностаївська — вул. Полоцька — палац культури «Донбас» — житловий масив «Заперевальний» — вул. Нижньокурганська — вул. Будьонівських Партизан — станція метро «Пролетарська» — вул. Прожекторна — вул. Роздольна — вул. Щетиніна (назад: вул. Щетиніна — житловий масив «Цвіточний» — житловий масив «Донський» — вул. 230-й Стрілецької Дивізії — Житловий масив «Заперевальний») |                                                |
| 4                                              |                                                | Вул. Горького — просп. Ілліча — площа Конституції — Кальміуське водосховище — Обласна лікарня імені Калініна — Медичний університет — просп. Ілліча — вул. Марії Ульянової — просп. Ілліча — палац спорту «Дружба» — просп. Ілліча — бульвар Шахтобудівників — ринок «Калінінський» — Просп. Миру | 11,3                                           |
| 5                                              |                                                | Просп. Панфілова — вул. Університетська — магазин «Ізумруд» — Міська рада — вул. Університетська — Обласна державна адміністрація — вул. Університетська — площа Комунарів — Автовокзал «Південний» — Цирк «Космос» — Ленінський просп. — вул. Івана Ткаченка — кінотеатр «Сталь» — вул. Івана Ткаченка — площа Металургів — вул. Клінічна — Шлаколікарня — Вул. Купріна | 18,9                                           |
| 6                                              |                                                | ДМЗ — вул. Артема — ЦУМ — вул. Артема — площа Леніна — Український драматичний театр — кінотеатр імені Т. Г. Шевченка — Театр опери та балету — вул. Артема — Студмістечко — Міськрада — Торговельний комплекс «Білий лебідь» — стадіон «Олімпійський» — вул. Артема — ДонВуГІ — Шахтарська площа — вул. Артема — торговельний комплекс «Маяк» — Міська лікарня № 20 | 15,1                                           |
| 7                                              |                                                | Вул. Горького — просп. Ілліча — площа Конституції — Кальміуське водосховище — Обласна лікарня імені Калініна — Медичний університет — просп. Ілліча — вул. Марії Ульянової — просп. Ілліча — палац спорту «Дружба» — просп. Ілліча — Кінотеатр «Донецьк» — просп. Червоногвардійський — Автомагазин — Свято-Покровський храм — просп. Червоногвардійський — вул. Свободи (м. Макіївка) — Автостанція «Червоногвардійська» (м. Макіївка) — вул. Маліновського (м. Макіївка) — Кінотеатр «Космос» (м. Макіївка) | 18,5                                           |
| 8                                              |                                                | Вул. Університетська — просп. Миру — Торговельний комплекс «Білий Лебідь» — просп. Миру — Міський парк культури і відпочинку — стадіон «Донбас Арена» — вул. 50-річчя СРСР — Центральний ринок — бульвар Шевченка — Готель «Атлас» — Кальміуське водосховище — бульвар Шевченка — Калінінський ринок — бульвар Шевченка — Свято-Покровський храм | 12,4                                           |
| 9                                              |                                                | Шлаколікарня — вул. Клінічна — площа Металургів — вул. Івана Ткаченка — кінотеатр «Сталь» — вул. Івана Ткаченка — Ленінський просп. — Цирк «Космос» — Автовокзал «Південний» — площа Комунарів — вул. Університетська — Обласна державна адміністрація — вул. Університетська — Міська рада — магазин «Ізумруд» — вул. Університетська — Шахтарська площа — Північний автовокзал — Київський просп. — Київська райрада — Київський просп. — палац культури імені М. І. Калініна — Путіловський автовокзал — вул. Взльотна — Аеропорт | 30,6                                           |
| 9а                                             |                                                | Шлаколікарня — вул. Клінічна — площа Металургів — вул. Івана Ткаченка — кінотеатр «Сталь» — вул. Івана Ткаченка — Ленінський просп. — Цирк «Космос» — Автовокзал «Південний» — площа Комунарів — вул. Університетська — Обласна державна адміністрація — вул. Університетська — Міська рада — магазин «Ізумруд» — вул. Університетська — Шахтарська площа — Північний автовокзал — Київський просп. — Київська райрада — Київський просп. — палац культури імені М. І. Калініна — вул. Взльотна — Автовокзал «Путіловський» | 27                                             |
| 10                                             |                                                | Шахтоуправління Горького — ЦПКіВ імені О.С. Щербакова — вул. Стадіонна — Автовокзал «Південний» — площа Комунарів — вул. Університетська — Обласна державна адміністрація — вул. Університетська — Міська рада — магазин «Ізумруд» — вул. Університетська — Шахтарська площа — Північний автовокзал — Київський просп. — Київська райрада — Київський просп. — палац культури імені М. І. Калініна — проспект Партизанський (до 2014 року слідував далі: Путіловський автовокзал — вул. Взльотна — вул. Стратонавтів — Колгоспний просп. — просп. Маршала Жукова — Палац культури шахти «Жовтнева» — Шахтоуправління «Жовтневе»                                                        | 19                                             |
| 11                                             |                                                | Вул. Горького — просп. Ілліча — площа Конституції — Кальміуське водосховище — Обласна лікарня імені Калініна — Медичний університет — просп. Ілліча — вул. Марії Ульянової — просп. Ілліча — палац спорту «Дружба» — просп. Ілліча — Кінотеатр «Донецьк» — Мотель — Макіївське шосе — вул. Горностаївська — вул. Полоцька — палац культури «Донбас» — житловий масив «Заперевальний» — вул. Нижньокурганська — вул. Будьонівських Партизан — станція метро «Пролетарська» — вул. Прожекторна — вул. Роздольна — мікрорайон «Східний» (назад: вул. Щетиніна — житловий масив «Цвіточний» — житловий масив «Донськой» — вул. 230-й Стрілецької Дивізії — Житловий масив «Заперевальний») | 27,2                                           |
| 12                                             |                                                | Вул. Горького — просп. Ілліча — площа Конституції — Кальміуське водосховище — Обласна лікарня імені Калініна — Медичний університет — просп. Ілліча — вул. Марії Ульянової — просп. Ілліча — Палац спорту «Дружба» — просп. Ілліча — Кінотеатр «Донецьк» — Мотель — Макіївське шосе — вул. Горностаївська — вул. Полоцька — вул. Антропова — Вул. Вишнєградського | 20,7                                           |
| 13                                             |                                                | Шахтоуправління Горького — ЦПКіВ імені О.С. Щербакова — вул. Стадіонна — Автовокзал «Південний» — площа Комунарів — вул. Університетська — Обласна державна адміністрація — вул. Університетська — Міська рада — магазин «Ізумруд» — вул. Університетська — Просп. Панфілова | 10,8                                           |
| 14                                             |                                                | Університет — вул. Університетська — Обласна державна адміністрація — вул. Університетська (назад: вул. Щорса — Театральний просп. — Держуніверситет) — просп. Богдана Хмельницького — 1-й Міський пруд — просп. Богдана Хмельницького — площа 26-ти Бакінських Комісарів — просп. Олександра Матросова — вул. Куйбишева — завод «Топаз» — вул. Куйбишева — Вул. Горна | 15,5                                           |
| 15                                             |                                                | Вул. Горького — просп. Ілліча — площа Конституції — Кальміуське водосховище — Обласна лікарня імені Калініна — Медичний університет — просп. Ілліча — вул. Марії Ульянової — просп. Ілліча — палац спорту «Дружба» — просп. Ілліча — Кінотеатр «Донецьк» — Мотель — Макіївське шосе — вул. Горностаївська — вул. Полоцька — палац культури «Донбас» — житловий масив «Заперевальний» — вул. Нижньокурганська — вул. Будьонівських Партизан — станція метро «Пролетарська» — вул. Прожекторна — вул. Роздольна — вул. Щетиніна (назад: вул. Щетиніна — житловий масив «Цвіточний» — житловий масив «Донськой» — вул. 230-й Стрілецької Дивізії — Житловий масив «Заперевальний»)        |                                                |
| 17                                             |                                                | Просп. Панфілова — вул. Університетська — магазин «Ізумруд» — Міська рада — вул. Університетська — Обласна державна адміністрація — вул. Університетська — площа Комунарів — Автовокзал «Південний» — Цирк «Космос» — Ленінський просп. — вул. Івана Ткаченка — кінотеатр «Сталь» — вул. Івана Ткаченка — площа Металургів — вул. Клінічна — Шлаколікарня — вул. Купріна — Палац культури «Донецькміськмаш» — Боссе — вул. Купріна — Ленінський просп. — вул. Купріна — вул. Кірова — Площа Свободи | 26,8                                           |
| 18                                             |                                                | Університет — вул. Університетська — Обласна державна адміністрація — вул. Університетська — Міська рада — магазин «Ізумруд» — вул. Університетська — Шахтарська площа — Північний автовокзал — Київський просп. — Київська райрада — Київський просп. — палац культури імені М. І. Калініна — Путіловський парк — вул. Панаса Мирного — Шахта «Бутовка-Донецька» | 24,5                                           |
| 19                                             |                                                | Залізничний вокзал — вул. Артема — Міська лікарня № 20 — торговельний комплекс «Маяк» — вул. Артема — Шахтарська площа — Північний автовокзал — Київський просп. — Київська райрада — Київський просп. — палац культури імені М. І. Калініна — Путіловський автовокзал — вул. Взльотна — Аеропорт | 18,4                                           |
| 20                                             |                                                | Площа Свободи — вул. Кірова — вул. Купріна — житловий масив Мирний — вул. Туполєва — вул. Купріна — палац культури «Донецькміськмаш» — вул. Купріна — Вул. Пухова | 11,6                                           |
| 21                                             |                                                | Вулиця Пухова — вул. Купріна — житловий масив Мирний — вул. Туполєва — вул. Купріна — Ленінський просп. — житловий масив «Голубий» — Ленінський просп. — вул. Шутова — Мікрорайон «Широкий» | 11                                             |